# Tystberga församling
Tystberga församling var en församling i Strängnäs stift och i Nyköpings kommun i Södermanlands län. Församlingen uppgick 1998 i Tystberga-Bälinge församling.

## Administrativ historik
Församlingen har medeltida ursprung.
Församlingen var till 1941 annexförsamling i pastoratet Bälinge och Tystberga för att från 1941 till 1998 vara moderförsamling i pastoratet Tystberga och Bälinge där eventuellt från 1992 Lästringe också ingick. Församlingen uppgick 1998 i Tystberga-Bälinge församling.

## Kyrkor
- Tystberga kyrka